# Laboulbeniales
Laboulbeniales é uma ordem de fungos ascomicetos da classe Laboulbeniomycetes. Esta ordem inclui quatro famílias.

Esta ordem inclui aproximadamente 2000 espécies de ectoparasitas obrigatórios de insectos, com talos celulares. Tipicamente não matam o hospedeiro, embora possam afectar a sua saúde se o nível de infestação for elevado.